# パティスリー
パティスリー
1. 練り粉菓子のこと。ケーキやパイなど、主に小麦粉をつかった生地を用いる洋菓子。洋菓子を参照。
2. 主に1の菓子を扱う洋菓子店。以下に詳述。

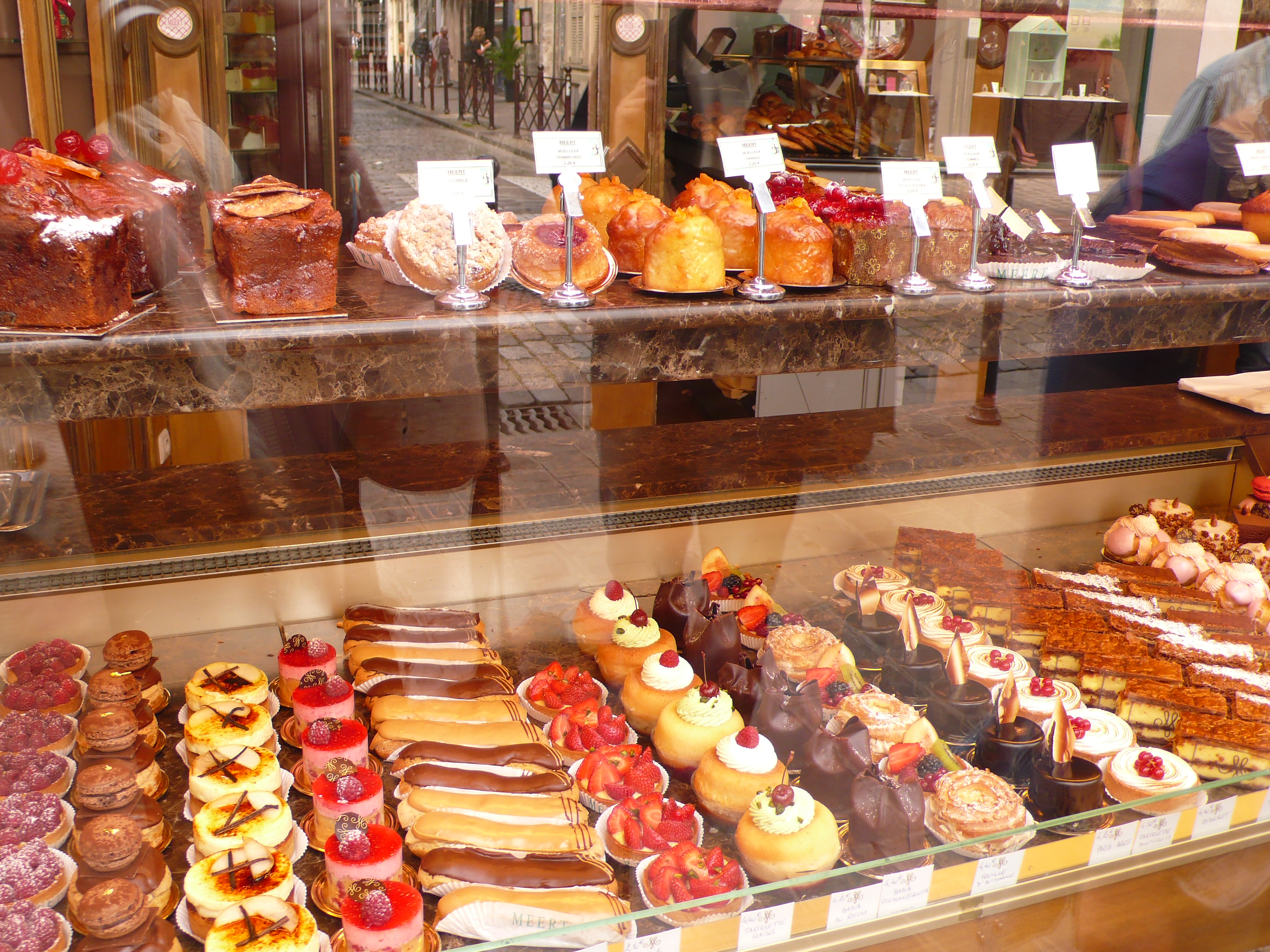
フランスのパティスリー

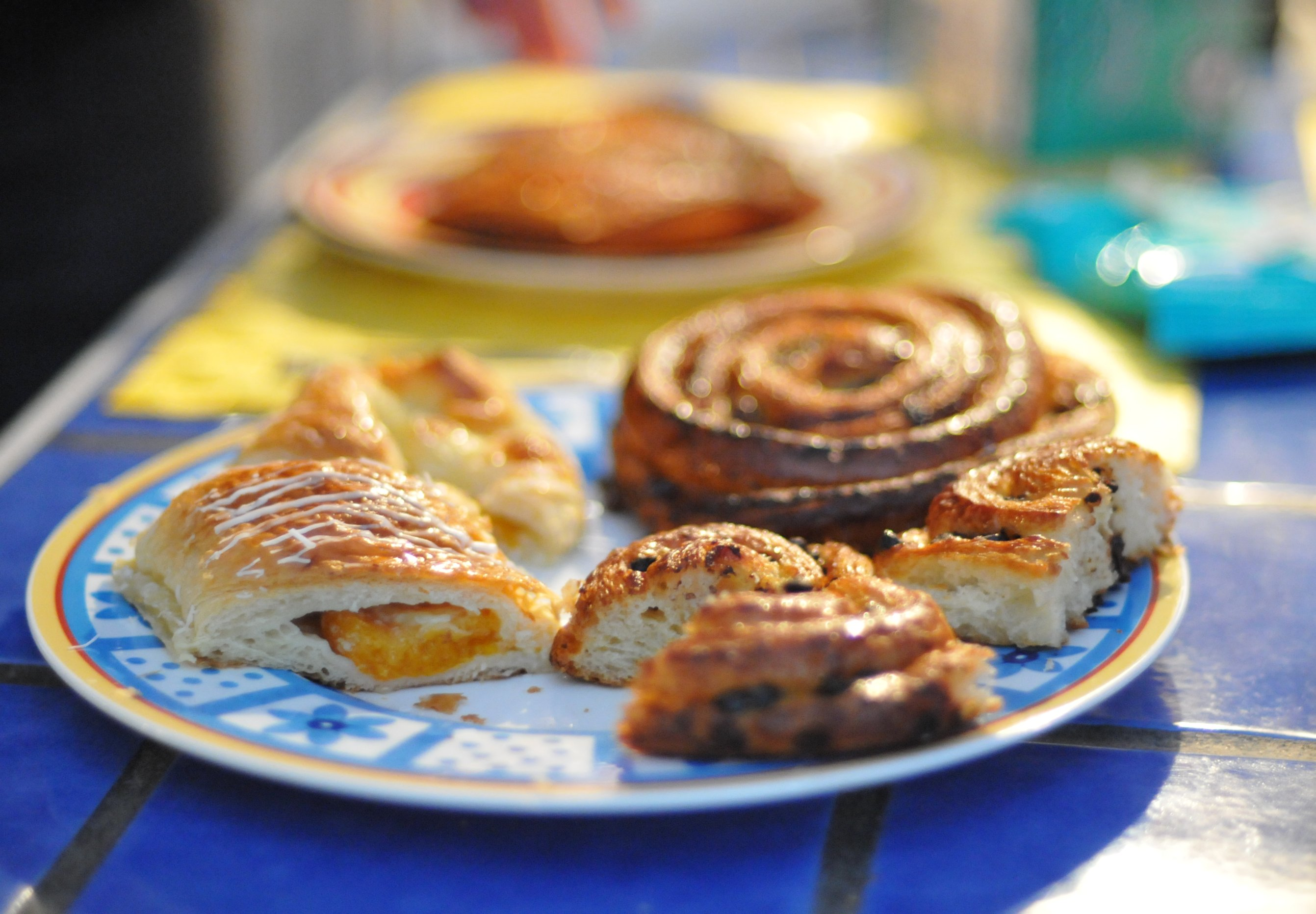
ケベック・モントリオールのベーカリーのパティスリー

パティスリー (pâtisserie) は、フランスやベルギーにあるケーキや洋菓子を専門に扱うベーカリーの一種である。両国においては、パティシエの資格をもつ職人がいるベーカリーのみに、パティスリーの呼称が法的に認められる。英語のペイストリーとは同語源。
フランスとベルギーでは、長い見習い期間が終了して筆記試験に合格した洋菓子職人のみがパティシエとなる。フランスの村や町でもパティスリーは珍しくなく、しばしばブランジュリー（boulangerie、パン専門のベーカリー）と提携している。
フランスやケベックでは、パティシエがつくる洋菓子自体についてもパティスリーと呼ぶ。また、大量生産品の洋菓子もパティスリーと呼ばれることがある。
オーストラリアでは、洋菓子店やパン屋を指す場合に「パティスリー」、「ベーカリー」と「ペイストリー・ショップ」という呼称が特に区別なく用いられる。